# Alfred Ruete
Alfred E. Ruete (* 28. Januar 1882 in Hamburg; † 14. April 1951 in Marburg) war ein deutscher Dermatologe und Hochschullehrer.
Er studierte Medizin bis 1907 in Heidelberg, Freiburg, München und Straßburg und promovierte an der Universität Straßburg 1907. 1922 wurde er zum pers. ord. Professor für Haut- und Geschlechtskrankheiten an der Universität Marburg ernannt. Er war Dekan der Medizinischen Fakultät der Universität Marburg im WS 1930/31 und ab 1935 Direktor des Instituts für Haut- und Geschlechtskrankheiten der Universität Marburg. Am 28. September 1945 wurde er entlassen, bereits zum WS 1945 wiedereingestellt und nahm ab WS 1948/49 die Lehrtätigkeit wieder auf. Er wurde emeritiert zum SS 1949, blieb aber kommissarisch Direktor der Hautklinik der Universität Marburg. Im November 1933 unterzeichnete er das Bekenntnis der Professoren an den deutschen Universitäten und Hochschulen zu Adolf Hitler.